# 水島武蔵
水島 武蔵（みずしま むさし、1964年9月10日 -  ）は東京都出身の日本の元サッカー選手、サッカー指導者である。選手時代のポジションはフォワード、ミッドフィールダー。10歳の時に父親の勧めによりブラジルにサッカー留学し、1984年に日本人として初めて同国でプロ契約を結んだ。

## 来歴

### 生い立ち
1964年、東京都で生まれた。サッカーファンだった父の影響で3歳の時にサッカーを始めると5歳の時には小学6年生のチームに交じってプレーをするなど頭角を現し、より良いサッカー環境を求めて1971年に日本国内でサッカーどころと呼ばれ、父の郷里でもある静岡県藤枝市の藤枝市立藤枝小学校へ転校した。その際に下宿先になったのが後にサッカー日本代表となった碓井博行の実家だった。一方、藤枝では小学1年生から2年生の練習参加は認められてはいなかった。
1972年、元サッカー日本代表の杉山隆一の紹介を受けて清水市の清水市立辻小学校へと転校した。辻小学校のサッカー少年団は国内においてトップレベルの実力を有していたが、水島は小学3年生の時点で上級生と対等に渡り合える技術を有していたという。さらに清水市内の選抜チームであるオール清水（清水FCの前身）に選出され、1学年上の望月達也らとプレーをした。

### ブラジル留学
1974年11月、「サッカーの王様」ことペレが訪日し東京の国立霞ヶ丘競技場陸上競技場で全国のサッカー少年を集めてサッカー教室を催した際、水島は優れた技術を見せて注目を集めるとペレから直に評価を受けた。同年末に東京都世田谷区内の小学校に転校すると1975年2月にはブラジル留学の準備のために日本サッカーリーグ1部の永大産業サッカー部の練習に参加し、同年4月に姉と共にブラジルへと渡った。
1975年4月、10歳の時にサンパウロFCの下部組織に入団した。留学の実現とサンパウロ入りにはサッカー指導者のネルソン松原が関わっており、ペレの古巣であるサントスFCの下部組織への入団は年齢的な問題のために断られたため、サンパウロの下部組織への入団を橋渡しした。なお、水島は日本人少年がブラジルにサッカー留学をした初の事例とされており、1980年代には三浦知良らが続いた。
水島は知人宅に下宿し現地の学校に通いながらプロを目指す生活を送ることになったが、12歳前後の少年を対象とした「デンチ・デ・レイチ」では各種大会で得点王、最優秀選手、テクニカ賞を獲得するなど頭角を現した。通常であれば「デンチ・デ・レイチ」から上のクラスの「デントン」に昇格することになるが、1978年にサンパウロの歴史上はじめて飛び級での「ジュベニール」（18歳以下）への昇格を果たし同部門のキャプテンを務めた。さらに「ジュニオール」（20歳以下）へと昇格した。

### 選手経歴
1984年9月3日、サンパウロFCとプロ契約を結んだ。一方、当時のブラジルでは外国人選手枠を1クラブにつき1人に制限しており、サンパウロには既にウルグアイ代表のダリオ・ペレイラが守備の中心を担っていた。そのため水島はブラジル国籍を取得し、帰化した上で本契約を結ぶことになった。ポジションはボランチで首脳陣からは守備能力だけでなくパスセンスも評価をされての契約となったが、当時のチームメイトのカレカは「武蔵は右ウイングを務めていた」と証言している。サンパウロとの契約は2年間だったが、当時のチーム内にはブラジル代表のカレカやオスカーやファルカン、同年代の若手ではミューレルやシーラスらが在籍しており、多くの出場機会を得ることは出来なかった。
1986年3月、サンパウロとの契約を更新し同年12月までサンパウロ州リーグ1部のECサンベントへレンタル移籍することが決まった。同年3月9日に行われたUAE代表との親善試合でデビュー、ブラジルサッカー連盟との手続きの都合により公式戦出場を見合わせられていたが4月19日に行われたパルメイラス戦で公式戦デビューを果たした。その後はポルトゥゲーザ、サントスFCへ移籍しプレーを続けた。
1989年7月、日本サッカーリーグ1部の日立製作所サッカー部（後の柏レイソル）に移籍した。この移籍は水島が以前から日立への加入を希望していたことにより実現したもので、ブラジル国籍を所持していたため外国人枠の扱いでの出場となった。同年10月1日、国立霞ヶ丘競技場陸上競技場で行われたJSLオールスターサッカーではチームメイトのゼ・セルジオと共にEASTの選手として出場した。
1991年に全日空サッカークラブに移籍。1992年には全日空の後身の横浜フリューゲルスでもプレーをしたが、怪我の影響もあり同年限りで現役を引退した。

### 引退後
引退後は指導者の道へと進み1993年にブラジルのサンパウロ州コーチ組合（ポルトガル語: SITREPESP）の指導者ライセンスを取得。1994年から横浜市で少年向けサッカースクール「FCムサシ」(旧ムサシサッカーアカデミー）を運営している。
2001年から2003年にかけて横浜FCユース初代監督、横浜FCテクニカルディレクターなどを務め、2006年9月に日本サッカー協会公認S級コーチに認定された。
2014年、藤枝MYFCの監督に就任した。同年11月23日、2014シーズン限りでの退任が発表された。
2016年4月、九州大学サッカーリーグ1部の日本経済大学の監督に就任。2017年に退任した。
2018年2月、日本サッカー協会のアジア貢献事業の一環として、カンボジアフットボールアカデミーコーチ兼U-19カンボジア代表監督に就任し、2019年1月31日付けで退任。
2019年2月1日、U-17タジキスタン代表のアシスタントコーチに就任した。

## 人物
- 少年時代については、集英社から1981年1月に『ムサシ17歳世界へ翔ぶ』のタイトルで刊行された単行本（翌年5月集英社コバルト文庫化）に詳述されている。
- 1981年から1988年にかけて『週刊少年ジャンプ』で連載された漫画『キャプテン翼』の主人公・大空翼のモデルといわれている[16][27]。作者の高橋陽一は主人公の翼のモデルについて明確に存在はしないとしつつ、水島を参考の一つとしたと証言している[28]。

## 所属クラブ
- 1972年 - 1974年  清水市立辻小学校
- 1974年  清水市立江尻小学校
- 1973年 - 1974年  オール清水
- 1975年 - 1978年  サンパウロFCデンチ・デ・レイチ
- 1978年 - 1984年  サンパウロFCジュベニール / ジュニオール
- 1984年 - 1986年  サンパウロFC

→1986年  ECサンベント（期限付き移籍）
- 1987年 - 1988年  アソシアソン・ポルトゥゲーザ・ジ・デスポルトス
- 1988年  サントスFC
- 1989年 - 1990年  日立製作所サッカー部
- 1991年 - 1992年  全日空サッカークラブ/ASフリューゲルス

## 個人成績
| 国内大会個人成績 | 国内大会個人成績 | 国内大会個人成績 | 国内大会個人成績 | 国内大会個人成績             | 国内大会個人成績 | 国内大会個人成績 | 国内大会個人成績  | 国内大会個人成績 | 国内大会個人成績 | 国内大会個人成績 | 国内大会個人成績 |
| 年度             | クラブ           | 背番号           | リーグ           | リーグ戦                     | リーグ戦         | リーグ杯         | リーグ杯          | オープン杯       | オープン杯       | 期間通算         | 期間通算         |
| 年度             | クラブ           | 背番号           | リーグ           | 出場                         | 得点             | 出場             | 得点              | 出場             | 得点             | 出場             | 得点             |
| ブラジル         | ブラジル         | ブラジル         | ブラジル         | リーグ戦                     | リーグ戦         | ブラジル杯       | ブラジル杯        | オープン杯       | オープン杯       | 期間通算         | 期間通算         |
| ---------------- | ---------------- | ---------------- | ---------------- | ---------------------------- | ---------------- | ---------------- | ----------------- | ---------------- | ---------------- | ---------------- | ---------------- |
| 1984             | サンパウロ       |                  | 全国選手権A      |                              |                  |                  |                   |                  |                  |                  |                  |
| 1985             | サンパウロ       |                  | 全国選手権A      |                              |                  |                  |                   |                  |                  |                  |                  |
| 1986             | サンベント       |                  |                  |                              |                  |                  |                   |                  |                  |                  |                  |
| 1987             | ポルトゥゲーザ   |                  | 全国選手権A      |                              |                  |                  |                   |                  |                  |                  |                  |
| 1988             | ポルトゥゲーザ   |                  | 全国選手権A      |                              |                  |                  |                   |                  |                  |                  |                  |
| 1988             | サントス         |                  | 全国選手権A      | 1                            | 0                |                  |                   |                  |                  |                  |                  |
| 日本             | 日本             | 日本             | 日本             | リーグ戦                     | リーグ戦         | JSL杯/ナビスコ杯 | JSL杯/ナビスコ杯  | 天皇杯           | 天皇杯           | 期間通算         | 期間通算         |
| 1989-90          | 日立             | 8                | JSL1部           | 12                           | 0                | 0                | 0                 |                  |                  |                  |                  |
| 1990-91          | 日立             | 8                | JSL2部           | 7                            | 6                | 0                | 0                 |                  |                  |                  |                  |
| 1991-92          | 全日空           | 26               | JSL1部           | 3                            | 0                | 0                | 0                 | -                | -                | 3                | 0                |
| 1992             | 横浜F            | -                | J                | -                            | -                | 1                | 0                 |                  |                  |                  |                  |
| 通算             | ブラジル         | ブラジル         | 全国選手権A      | \|\|\|\|\|\|\|\|\|\|\|\|\|\| |                  |                  |                   |                  |                  |                  |                  |
| 通算             | 日本             | 日本             | J                | -                            | -                | 1                | 0\|\|\|\|\|\|\|\| |                  |                  |                  |                  |
| 通算             | 日本             | 日本             | JSL1部           | 15                           | 0                | 0                | 0\|\|\|\|\|\|\|\| |                  |                  |                  |                  |
| 通算             | 日本             | 日本             | JSL2部           | 7                            | 6                | 0                | 0\|\|\|\|\|\|\|\| |                  |                  |                  |                  |
| 総通算           | 総通算           | 総通算           | 総通算           | \|\|\|\|\|\|\|\|\|\|\|\|\|\| |                  |                  |                   |                  |                  |                  |                  |

- JSL（1部）初出場：1989年10月9日 対フジタ工業戦（西が丘サッカー場）
- JSL（2部）初得点：1990年10月3日 対川崎製鉄戦（日立柏総合グラウンド）

その他の公式戦
- 1991年
  - コニカカップ 2試合0得点

## 指導歴
- 1994年 - 2009年： FCムサシ U-8〜U-12 監督、コーチ[24]
- 2000年 - 2003年： 横浜FCユース 監督[24]
- 2010年： イトゥアーノFC ヘッドコーチ[24]
- 2014年 ： 藤枝MYFC 監督[24]
- 2016年 - 2017年 ： 日本経済大学 監督[24]
- 2018年2月 - 2019年1月： カンボジアフットボールアカデミー コーチ[26]
- 2018年2月 - 2019年1月： U-19カンボジア代表 監督[26]
- 2019年2月 - ： U-17タジキスタン代表 アシスタントコーチ[26]

## タイトル

### クラブ
サンパウロFC
- カンピオナート・パウリスタ : 1回 (1985)[29]